# Colegio Tres Olivos
El Colegio Tres Olivos es un centro privado concertado de Madrid (España), situado en el área residencial Tres Olivos y especializado en la inclusión escolar y social de niños con discapacidad auditiva.El lema del colegio es «Incluimos el talento».
El colegio nació como iniciativa de la Asociación Entender y Hablar, fundada en 1975 por los logopedas Adoración Juárez y Marc Monfort. Se inauguró el 12 de septiembre de 2001 y cuenta con las etapas de educación infantil (1.º y 2.º ciclo), educación primaria, educación secundaria obligatoria, bachillerato y formación profesional, con dos ramas: «Farmacia y Parafarmacia» y «Sistemas microinformáticos y Redes», dos de las especialidades de FP con menos barreras para los alumnos sordos y cuyas salidas al mercado laboral pueden resultarles más fácilmente accesibles.
El 10 % de los alumnos del colegio tienen discapacidad auditiva, trabajándose tanto con ellos como con sus compañeros desde el concepto del respeto a la diversidad, e incluyendo actividades como los talleres de lenguaje bimodal para padres o las actividades de deporte inclusivo.
El centro está considerado un referente en la inclusión de deficientes auditivos  y forma a profesionales para el trabajo con niños con discapacidad auditiva: logopedas, fonoaudiólogos y profesores de distintas especialidades llegados desde diferentes lugares de España, Europa o América Latina.

Panorámica de la zona y colegio Tres Olivos